# Conflito de baixa intensidade

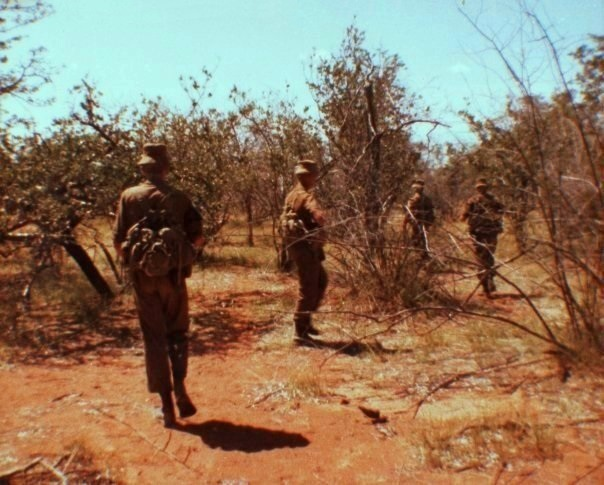
Pára-quedistas sul-africanos conduzem uma operação de busca e destruição contra insurgentes da Namíbia durante os anos 80. Como muitos conflitos de baixa intensidade, a Guerra da Fronteira da África do Sul assumiu principalmente a forma de pequenos compromissos de unidade e guerra não convencional.

Um conflito de baixa intensidade (CBI) é um conflito militar, geralmente localizado, entre dois ou mais grupos estatais ou não-estatais que está abaixo da intensidade da guerra convencional; Envolve o uso, pelo Estado, de forças militares aplicadas seletivamente e com restrições para impor o cumprimento de suas políticas ou objetivos.  O termo pode ser usado para descrever conflitos em que pelo menos uma ou ambas as partes opostas operam nesse sentido.

## Operações de baixa intensidade
As operações de baixa intensidade consistem na implantação e uso de soldados em situações diferentes da guerra.  Para Estados, estas operações são normalmente conduzidas contra atores não-estatais e são dadas termos como contra-insurgência , anti-subversão e manutenção da paz.  Atores não-estatais violentos geralmente conduzem operações de baixa intensidade contra Estados, geralmente em insurgências .

## Definições oficiais

### Estados Unidos
Conflito de baixa intensidade é definido pelo Exército dos Estados Unidos como:

... um confronto político-militar entre estados rivais ou grupos abaixo da guerra convencional e acima da rotina, competição pacífica entre estados. Freqüentemente envolve lutas prolongadas de princípios e ideologias concorrentes. O conflito de baixa intensidade varia da subversão ao uso das forças armadas. É travada por uma combinação de meios, empregando instrumentos políticos, econômicos, informativos e militares. Conflitos de baixa intensidade são geralmente localizados, geralmente no Terceiro Mundo, mas contêm implicações de segurança regionais e globais.
O manual também diz: 
 ... operações bem-sucedidas da LIC, consistentes com os interesses e leis dos EUA, podem fazer avançar as metas internacionais dos EUA, como o crescimento da liberdade , instituições democráticas e economias de mercado livre .  .  .  .  A política dos EUA reconhece que as aplicações indiretas, e não diretas, do poder militar dos EUA são as formas mais apropriadas e econômicas de atingir as metas nacionais em um ambiente LIC.  O principal instrumento militar dos EUA no LIC é a assistência de segurança na forma de treinamento, equipamento, serviços e apoio de combate.  Quando o LIC ameaça amigos e aliados, o objetivo da assistência de segurança é garantir que suas instituições militares possam oferecer segurança para seus cidadãos e governo.  .  .  .  Os Estados Unidos também empregarão operações de combate em circunstâncias excepcionais, quando não puder proteger seus interesses nacionais por outros meios.  Quando uma resposta dos EUA é solicitada, ela deve estar de acordo com os princípios do direito internacional e doméstico.  Esses princípios afirmam o direito inerente dos estados de usar a força em autodefesa individual ou coletiva contra ataques armados.  

## Implementação

### Armas
Como o nome sugere, em comparação com as operações convencionais, as forças armadas envolvidas operam em um ritmo bastante reduzido, com menos soldados, uma gama reduzida de equipamentos táticos e escopo limitado para operar de maneira militar.  Por exemplo, o uso do poder aéreo, essencial na guerra moderna  é frequentemente relegado ao transporte e à vigilância, ou usado apenas pelo lado dominante do conflito, em uma guerra assimétrica , como as forças do governo contra os insurgentes.  Artilharia e lançadores de foguetes geralmente não são usados quando o CBI ocorre em áreas  densamente povoadas.  O papel das forças armadas depende do estágio da insurreição, se esta progrediu para a luta armada ou está em um estágio inicial de propaganda e protestos.  Dispositivos explosivos improvisados são comumente usados por insurgentes, milícias e às vezes por forças do governo, como bombas de barril em conflitos de baixa intensidade.  A maioria das vítimas em conflitos de baixa intensidade tendem a ser resultado de armas pequenas e dispositivos explosivos improvisados.

### Inteligência
A coleta de informações é essencial para uma base eficiente das instruções de operação do CBI.  Inteligência eletrônica e de coleta de sinais, ELINT e SIGINT, costumam ser ineficazes contra adversários de baixa intensidade.  O CBI geralmente requer métodos mais práticos de recuperação de informações, com uso de HUMINT .

### Estágios
Nos primeiros estágios da insurreição, grande parte do trabalho de um exército é "suave" - trabalhando em conjunto com autoridades civis em operações psicológicas e disseminação de propaganda.  Se o conflito progride, possivelmente em confrontos armados, o papel se desenvolve com o acréscimo da identificação e remoção dos grupos armados - mas, novamente, em um nível baixo, nas comunidades, e não em cidades inteiras.

## Exemplos

### Myanmar
A União de Myanmar tem conduzido regularmente campanhas militares limitadas de baixa intensidade contra o movimento de independência do povo Karen em uma área do sudeste do país (que corresponde aproximadamente a uma região administrativa chamada Estado Kayin), que ativamente busca sua independência desde janeiro de 1949.  Embora supostamente limitado e de baixa intensidade, os territórios ocupados pelas forças do governo central são devolvidos (dado que não podem ser mantidos permanentemente) no final das ofensivas (com o objetivo declarado, mas às vezes não declarado, de enfraquecer a oposição e movimentos independentistas), organizações de direitos humanos e governos nacionais fora de Myanmar questionam a veracidade dessas, por vezes, refutam completamente essas alegações.

### Sudão
Os governos do Sudão também se envolveram em ofensivas militares limitadas (análogas às "ofensivas anuais da estação seca" de Myanmar) contra vários movimentos armados de oposição e independência, que muitas vezes se transformaram em guerras em grande escala, particularmente no sul e em Darfur, mas também até recentemente no leste.  Essas ações militares (Primeira Guerra Civil Sudanesa e Segunda Guerra Civil Sudanesa) continuaram, ao longo do tempo, a devastar as áreas em litígio e a contribuir enormemente para as más condições nessas regiões, bem como as várias violações de direitos humanos ocorridas (que em alguns casos ainda estão ocorrendo).

### Ocupação alemã da França
A ocupação alemã da Europa Ocidental durante a Segunda Guerra Mundial, notadamente a ocupação da França, teve muitos aspectos em comum com casos mais recentes de CBI, como o estágio de disseminação no início, estabelecimento de governos fantoches, forte propaganda destinada a isolar movimentos de resistência e apoio a forças domésticas amigáveis (como a Milice na França).

## Guerra de guerrilha: o principal desafio da guerra de baixa intensidade
O principal componente da guerra de baixa intensidade é a guerrilha, ou combatente irregular.  Este componente pode ser patrocinado pelo Estado, ou atores não-estatais privados movidos por ideologia religiosa ou outra em áreas urbanas, semi-urbanas e rurais.  A guerra de guerrilha moderna, em sua elaboração mais completa, é um processo integrado, completo com uma doutrina sofisticada, organização, habilidades especializadas e capacidades de propaganda.  As guerrilhas podem operar como bandos pequenos e dispersos de atacantes, mas também podem trabalhar lado a lado com forças regulares ou combinar operações móveis de longo alcance formando um esquadrão, pelotão ou batalhão ou até formar unidades convencionais.  Com base em seu nível de sofisticação e organização, eles podem alternar entre todos os modos, conforme a situação exigir, já que a guerra de guerrilha é flexível, não estática.
As táticas de guerrilha são baseadas em inteligência , emboscada, fraude, sabotagem e espionagem, minando a autoridade com um confronto longo e de baixa intensidade.  Pode ser bem sucedido contra um regime estrangeiro ou local impopular, como demonstrado pela Guerra do Vietnã.  Um exército de guerrilha pode aumentar o custo de se manter uma ocupação ou uma presença colonial acima do que a potência estrangeira pode querer suportar.  Contra um regime local, os guerrilheiros podem tornar a governança impossível por meio de ataques terroristas e de sabotagem ou até mesmo uma combinação de forças para destituir seus inimigos locais na batalha convencional.  Essas táticas são úteis para desmoralizar um inimigo e elevar o moral dos guerrilheiros.  Em muitos casos, as táticas de guerrilha permitem que uma pequena força consiga resistir a um inimigo muito maior e melhor equipado por um longo tempo, como na Segunda Guerra da Tchetchênia, na Rússia, e na Segunda Guerra Seminola nos pântanos da Flórida, Estados Unidos.  As táticas e estratégias de guerrilha estão resumidas abaixo e são discutidas extensivamente em trabalhos como "Guerra de guerrilhas", de Mao Tsé-Tung .

### Modelo Maoísta Trifásico

#### Abordagem Mao/Giáp
A teoria de Mao da guerra popular divide a guerra em três fases.  Na primeira fase, os guerrilheiros ganham o apoio da população, atacando as máquinas do governo e distribuindo propaganda.  Na segunda fase, ataques crescentes são feitos nas instituições militares e vitais do governo.  Na terceira fase, os combates convencionais são usados para tomar cidades, derrubar o governo e assumir o controle do país.  O trabalho seminal de Mao, Guerra de guerrilhas, foi amplamente distribuído e aplicado, com mais sucesso que no Vietnã, sob o líder militar e teórico Võ Nguyên Giáp.  A Guerra Popular de Giáp, O Exército Popular  seguiu de perto a abordagem maoísta de três estágios, mas com maior ênfase na mudança flexível entre a guerra móvel e de guerrilha e as oportunidades para uma "revolta geral" espontânea das massas, em conjunto com as forças guerrilheiras.

### Organização

Estrutura simples de uma guerrilha

A organização de guerrilha pode variar de pequenos grupos rebeldes locais com algumas dezenas de participantes a dezenas de milhares de combatentes, desde pequenas células até formações de forças regimentais.  Na maioria dos casos, há uma liderança visando um objetivo político claro.  A organização é tipicamente estruturada em alas políticas e militares, às vezes permitindo a liderança política de negação plausível de ataques militares.  A estrutura de guerra de guerrilha mais elaborada foi vista pelos comunistas chineses e vietnamitas durante as guerras revolucionárias do leste e do sudeste da Ásia.

### Tipos de operações
As operações de guerrilha incluem tipicamente uma variedade de ataques a rotas de transporte, grupos individuais de policiais ou militares, instalações e estruturas, empreendimentos econômicos e civis alvos.  Atacando em pequenos grupos e usando camuflagem e muitas vezes armas capturadas do inimigo, a força de guerrilha pode constantemente manter a pressão sobre seus inimigos e diminuir seu número e ainda permitir a fuga com relativamente poucas baixas.  A intenção de tais ataques não é apenas militar, mas também política, com o objetivo de desmoralizar as populações alvo ou os governos, ou provocar uma reação exagerada que force a população a tomar partido a favor ou contra os guerrilheiros.  Os exemplos vão desde cortar membros em várias rebeliões africanas internas até os atentados suicidas da Palestina e do Sri Lanka, até manobras sofisticadas das forças vietcongues e do NVA contra bases e formações militares.

### Surpresa e inteligência
Para operações bem sucedidas, a surpresa deve ser alcançada pelos guerrilheiros.  Se a operação foi traída ou comprometida, ela geralmente é cancelada imediatamente.  A inteligência também é extremamente importante, e o conhecimento detalhado das disposições, armas e moral do alvo é coletado antes de qualquer ataque.  Inteligência pode ser colhida de várias maneiras.  Colaboradores e simpatizantes geralmente fornecem um fluxo constante de informações úteis. Trabalhando clandestinamente, os agentes da guerrilha podem disfarçar sua participação na operação insurgente e usar o engano para descobrir os dados necessários. Arranjar empregos ou matrículas como estudantes permitem a aproximação da zona-alvo, organizações comunitárias podem ser infiltradas e até mesmo relacionamentos românticos fazem parte da coleta de informações.  Fontes públicas de informação também são inestimáveis para a guerrilha, desde os horários de vôos das companhias aéreas alvos, até anúncios públicos de visitantes de dignitários estrangeiros, até manuais de campo do Exército dos EUA.  O acesso moderno a computadores pela internet torna a coleta e o agrupamento de dados relativamente fácil.  O uso do reconhecimento no local é essencial para o planejamento operacional.  As operadoras documentam ou analisam um local ou potencial alvo em rotas de catalogação detalhada de entrada e saída, estruturas de edifícios, localização de telefones e linhas de comunicação, presença de pessoal de segurança e uma miríade de outros fatores.  Finalmente, a inteligência se preocupa com fatores políticos, como a ocorrência de uma eleição ou o impacto da potencial operação na moral civil e inimiga.

### Relacionamentos com a população civil
Relacionamentos com populações civis são influenciados por se os guerrilheiros operam entre uma população hostil ou amigável.  Uma população amigável é de imensa importância para os guerrilheiros, fornecendo abrigo, suprimentos, financiamento, inteligência e recrutas.  A "base do povo" é, portanto, a chave de vida do movimento guerrilheiro.  Nos estágios iniciais da Guerra do Vietnã, as autoridades americanas descobriram que "vários milhares de aldeias fortificadas supostamente controlados pelo governo eram de fato controlados pelos guerrilheiros vietcongues, que frequentemente os usavam para refúgio de suprimentos e descanso".  O apoio massivo popular em uma área local confinada ou país, entretanto, nem sempre é estritamente necessário.  Grupos guerrilheiros e revolucionários ainda podem operar usando a proteção de um regime amistoso, atraindo suprimentos, armas, inteligência, segurança local e cobertura diplomática.  A organização Al-Qaeda é um exemplo deste último tipo, atraindo simpatizantes e apoiando principalmente o amplo mundo muçulmano, mesmo após os ataques americanos terem eliminado o amparo de um regime amistoso do Talibã no Afeganistão. [carece de fontes?]
Uma população apática ou hostil torna a vida difícil para os guerrilheiros, e tentativas árduas geralmente são feitas para obter seu apoio.  Eles podem envolver não apenas persuasão, mas também uma política calculada de intimidação.  As forças de guerrilha podem caracterizar uma variedade de operações como uma luta de libertação, mas isso pode ou não resultar em apoio suficiente de civis afetados.  Outros fatores, incluindo ódios étnicos e religiosos, podem tornar uma simples declaração de libertação nacional insustentável.  Qualquer que seja a combinação exata de persuasão ou coerção usada pelos guerrilheiros, as relações com as populações civis são um dos fatores mais importantes para o sucesso ou o fracasso.

### Uso do terror
O terror é usado para concentrar a atenção internacional na causa da guerrilha, liquidar os líderes da oposição, extorquir dinheiro dos alvos, intimidar a população em geral, criar perdas econômicas e manter seguidores e possíveis desertores na linha.  O uso generalizado do terror por guerrilheiros e seus oponentes é uma característica comum dos conflitos modernos de guerrilha, com civis tentando apaziguar os dois lados.  Às vezes, uma população civil pode ser o principal alvo de ataques de guerrilha, como em operações palestinas contra civis israelenses, ou operações de aliados israelenses e locais contra civis refugiados palestinos durante o conflito no Líbano, como o massacre de Sabra e Shatila.  Tais táticas podem sair pela culatra e fazer com que a população civil retire seu apoio ou apoie forças contrárias aos guerrilheiros.

### Retirada
Os guerrilheiros devem planejar cuidadosamente a retirada uma vez que uma operação tenha sido completa ou esteja indo mal.  A fase de retirada é às vezes considerada como a parte mais importante de uma ação planejada, já que se envolver em uma longa luta com forças superiores é geralmente fatal para operários insurgentes, terroristas ou revolucionários.  A retirada geralmente é realizada usando uma variedade de rotas e métodos diferentes e pode incluir rapidamente a limpeza da área para recolher armas soltas, a limpeza de evidências e o disfarce como civis pacíficos.  No caso de operações suicidas, considerações de retirada por atacantes bem-sucedidos são discutíveis, mas atividades como eliminar vestígios de evidências e esconder materiais e suprimentos ainda precisam ser feitas.

### Logística
Os guerrilheiros normalmente operam com um planejamento logístico menor do que as formações convencionais, mas suas atividades logísticas podem ser elaboradamente organizadas.  Uma consideração primária é evitar depender de bases fixas e depósitos, que são comparativamente fáceis de localizar e destruir em unidades convencionais.  Mobilidade e velocidade são as chaves; sempre que possível, a guerrilha deve viver da terra ou obter apoio da população civil em que está inserida.  Nesse sentido, "o povo" torna-se a base de fornecimento da guerrilha.  O financiamento de atividades terroristas ou guerrilheiras varia de contribuições individuais diretas (voluntárias ou não-voluntárias) à operação real de empresas por agentes insurgentes, a assaltos a bancos e sequestros, às complexas redes financeiras que são baseadas na afiliação familiar, étnica e religiosa, utilizadas pelas modernas organizações jihadistas.
Bases permanentes e semipermanentes fazem parte da estrutura logística da guerrilha, que geralmente estão localizadas em áreas remotas ou em santuários transfronteiriços protegidos por regimes simpatizantes.  Elas podem ser bastante elaborados, como nos duros campos-base fortificados VC/NVA e complexos de túneis encontrados pelas forças dos EUA durante a Guerra do Vietnã.  Sua importância pode ser vista pelos duros combates às vezes envolvidos pelas forças comunistas para proteger esses locais.  No entanto, quando ficou claro que a defesa era insustentável, as unidades comunistas geralmente se retiravam sem sentimentalismo.

### Terreno
A guerra de guerrilha é frequentemente associada a um ambiente rural, o que foi, de fato, o caso com as operações definitivas de Mao e Giáp e os mujahadeen do Afeganistão, além dos combates do Araguaia durante a ditadura brasileira.  As guerrilhas, no entanto, operaram com sucesso em ambientes urbanos, como com a Ação Libertadora Nacional de Carlos Marighella e a Montoneros na Argentina. Em ambos os casos, os guerrilheiros dependem de uma população amigável para fornecer suprimentos e inteligência.  Os guerrilheiros rurais preferem operar em regiões que fornecem muita cobertura e ocultação, especialmente áreas densamente florestadas e montanhosas.  Os guerrilheiros urbanos, em vez de se fundirem nas montanhas e selvas, se misturam à população e também dependem de uma base de apoio entre o povo. No entanto, criar raízes nos dois tipos de áreas podem ser difíceis.

### Apoio estrangeiro e santuários
O apoio estrangeiro na forma de soldados, armas, santuário ou declarações de solidariedade aos guerrilheiros não é estritamente necessário, mas pode aumentar muito as chances de uma vitória insurgente.  O apoio diplomático estrangeiro pode levar a causa da guerrilha à atenção internacional, pressionando os opositores locais a fazer concessões ou obter apoio e assistência material.  Santuários estrangeiros podem aumentar as chances de guerrilha, fornecendo armas, suprimentos, materiais e bases de treinamento.  Tal abrigo pode se beneficiar do direito internacional, particularmente se o regime patrocinador for bem-sucedido em ocultar seu apoio e em alegar uma negação plausível de ataques feitos por agentes baseados em seu território.
O VCe o NVA fizeram uso extensivo de tais santuários internacionais durante o conflito, e o complexo de trilhas, estações e bases serpenteando pelo Laos e Camboja (a famosa trilha de Ho Chi Minh) foi a linha logística que sustentou suas forças no Vietnã do Sul.  Outro caso em questão é a guerrilha Mukti Bahini, que lutou ao lado do Exército indiano na Guerra de Libertação de Bangladesh de 14 dias em 1971 contra o Paquistão, o que levou à independência de Bangladesh.  Na era pós-Vietnã, a Al-Qaeda também fez uso efetivo de territórios remotos, como o Afeganistão sob o regime Talibã, para planejar e executar suas operações.  Aquele santuário estrangeiro acabou com os ataques norte-americanos contra o Talibã e a Al-Qaeda, depois dos ataques de 11 de setembro de 2001 .

### Iniciativa de guerrilha e intensidade de combate
Como podem escolher quando e onde atacar, os guerrilheiros geralmente têm a iniciativa tática e o elemento surpresa.  O planejamento de uma operação pode levar semanas, meses ou até anos com uma série constante de cancelamentos e reinicializações, conforme a situação muda.  Ensaios cuidadosos são geralmente realizados para resolver problemas e detalhes.  Muitas ataques de guerrilha não são empreendidos a menos que uma superioridade numérica clara possa ser alcançada na área alvo, um padrão típico do VC/NVA e outras operações de "guerra popular".  Ataques suicidas individuais oferecem outro padrão, tipicamente envolvendo apenas o bombardeiro individual e sua equipe de apoio, mas eles também são distribuídos ou medidos com base nas capacidades e ventos políticos predominantes.
Qualquer que seja a abordagem usada, o guerrilheiro detém a iniciativa e pode prolongar sua sobrevivência variando a intensidade do combate.  Os ataques estão espalhados ao longo de um período de tempo, de semanas a anos.  Durante os períodos intermediários, a guerrilha pode reconstruir, reabastecer e planejar.  Durante a Guerra do Vietnã, a maioria das unidades comunistas, incluindo os regulares da NVA que usaram táticas de guerrilha, passaram apenas alguns dias por mês lutando.  Enquanto eles podem ser forçados a uma batalha indesejada por um inimigo, a maior parte do tempo foi gasto em treinamento, coleta de informações, infiltração política e cívica, doutrinação de propaganda, construção de fortificações ou busca de suprimentos e comida.  O grande número desses grupos que atacou em diferentes momentos, no entanto, deu à guerra sua qualidade "ininterrupta".

## Contra-operações de baixa intensidade ou guerra de contra-guerrilha

### Princípios
O combatente de baixa intensidade ou guerrilha pode ser difícil de derrotar, mas certos princípios da guerra de contra-insurgência são bem conhecidos desde os anos 1950 e 1960 e foram aplicados com sucesso.

#### Diretrizes clássicas
O trabalho amplamente distribuído e influente de Sir Robert Thompson, especialista em contra-insurgência na Malásia, oferece várias diretrizes.  A suposição básica de Thompson é a de um país minimamente comprometido com o estado de direito e melhor governança.  Numerosos outros regimes, no entanto, desconsideram essas considerações, e suas operações de contraguerrilha envolveram assassinatos em massa, genocídio, fome, bem como a disseminação maciça de terror, tortura e execução.  Os regimes totalitários de Stalin e Hitler são exemplos clássicos, assim como as medidas menores, mas comparáveis, de ditaduras que realizaram "guerras sujas" na América do Sul.  Elementos da abordagem moderada de Thompson são adaptados aqui:
1. Uma visão competitiva viável que mobilize de forma abrangente o apoio popular.  Deve haver uma contra-visão política clara, que possa ofuscar, igualar ou neutralizar a visão de guerrilha.  Isso pode ir desde a concessão de autonomia política a medidas de desenvolvimento econômico na região afetada.  A visão deve ter uma abordagem integrada, envolvendo medidas de influência política, social e econômica e da mídia.
2. Concessões razoáveis, quando necessário.  A ação também deve ser tomada em um nível inferior para resolver queixas legítimas.  Pode ser tentador para o lado contra-insurgente simplesmente declarar os guerrilheiros como "terroristas" e realizar uma estratégia de liquidação severa.  A força bruta, no entanto, pode não ser bem-sucedida a longo prazo.  Ação não significa capitulação, mas medidas sinceras, como a remoção de funcionários corruptos ou arbitrários, a limpeza de fraudes ou a cobrança de impostos honestamente, podem fazer muito para minar o apelo dos guerrilheiros.  Panfletos de propaganda são frequentemente usados em operações de baixa intensidade para desmoralizar adversários.  Acima está um folheto de propaganda dos EUA que foi lançado na trilha de Ho Chi Minh durante a Guerra do Vietnã.

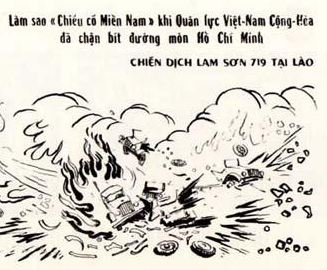
Panfletos de propaganda são frequentemente usados em operações de baixa intensidade para desmoralizar adversários. Acima está um folheto de propaganda dos EUA que foi lançado na trilha de Ho Chi Minh durante a Guerra do Vietnã.

3. Economia de força.  O regime contra-insurgente não deve reagir excessivamente às provocações de guerrilha, o que pode, de fato, ser o que a guerrilha procura criar uma crise no moral civil.  As ações de nível policial devem guiar o esforço e ocorrer em um quadro claro de legalidade, mesmo sob estado de emergência.  As liberdades civis e outros costumes de tempos de paz podem ter que ser suspensos, mas, novamente, o regime contra-insurgente deve exercer contenção e aderir a procedimentos ordenados.  Devem ser tomadas medidas claras para conter a brutalidade e a retaliação das forças de segurança ou mercenárias.
4. Ação de unidade grande às vezes pode ser necessária.  Se a ação policial não for suficiente para impedir os insurgentes, poderão ser necessárias varreduras militares.  Tais operações de "grande batalhão" podem ser necessárias para quebrar concentrações significativas de guerrilha e dividi-las em pequenos grupos que podem ser controlados por uma ação cívico-militar combinada.
5. Mobilidade.  Mobilidade e ação agressiva de pequena unidade são extremamente importantes para o regime de contra-insurgência.  As formações pesadas precisam de flexibilidade apenas para localizar, perseguir e consertar agressivamente as unidades insurgentes.  Manter-se em pontos fortes estáticos simplesmente concede o campo aos insurgentes, que devem ser constantemente perseguidos por patrulhas agressivas, ataques, emboscadas, varreduras, cordões de isolamento, etc.
6. Esforço sistemático de inteligência.  Todo esforço deve ser feito para reunir e organizar um serviço de inteligência útil.  Um processo sistemático deve ser estabelecido para isso, desde questionamentos casuais de civis até interrogatórios estruturados de prisioneiros.  Medidas criativas também devem ser usadas, incluindo o uso de agentes duplos ou mesmo grupos de "libertação" ou simpatizantes para ajudar a revelar o pessoal ou operações insurgentes.
7. Neutralização e controle metódicos.  Uma estratégia clara e segura de "mancha de tinta" deve ser usada pelo regime de contra-insurgência, que divide a área de conflito em setores e atribui prioridades entre eles.  O controle deve se expandir para fora como uma mancha de tinta no papel, neutralizando e eliminando sistematicamente os insurgentes em um setor da rede, antes de prosseguir para o seguinte.  Pode ser necessário prosseguir com ações defensivas em outro lugar, enquanto as áreas prioritárias são liberadas e mantidas.
8. Implantação cuidadosa de forças populares de massa e unidades especiais.  Unidades especializadas podem ser usadas de maneira positiva, incluindo esquadrões de comando, reconhecimento de longo alcance, patrulhas "caçadoras-assassinas", desertores que podem rastrear ou persuadir seus antigos colegas como as unidades de Kit Carson no Vietnã e grupos de estilo paramilitares.  Deve-se manter estrito controle sobre as unidades especializadas para evitar o surgimento de esquadrões violentos de retaliação no estilo de um vigilante que enfraquecem o programa do governo.  Forças de massa incluem grupos de autodefesa de aldeias e milícias de cidadãos organizadas para defesa e segurança locais.
9. A assistência estrangeira deve ser limitada e usada com cuidado.  Essa ajuda deve ser limitada ao apoio material e técnico e a pequenos quadros de especialistas.  A menos que isso seja feito, o ajudante estrangeiro pode encontrar-se "dominando" a guerra local e sendo sugado para um longo compromisso, proporcionando aos guerrilheiros oportunidades valiosas de propaganda.  Tal cenário ocorreu com os Estados Unidos no Vietnã.